# فلايت توينتي ناين داون

شعار المسلسل.

فلايت توينتي ناين داون أو فلايت 29 داون هو مسلسل تلفزيوني بالإنجليزية يحكي عن مجموعة مراهقين وقعوا على جزيرة مجهولة.
الجزيرة الحقيقية التي صور المسلسل فيها هي أواهو، هاواي.

## أداء الأدوار
- كوربن بلو أدّى دور ناتان ماكهاف
- ألن ألفاردو أدّى دور ليكس مارين
- هالي هيرش أدّت دور دالي مارين
- جوني باكار أدّى دور كودي جاكسون
- كريستي وو أدّت دور ميليسا وو
- لورين ستورم أدّت دور تايلور هاجان
- جيريمي كيسنر أدّى دور إريك ماكغوريل
- تاني لين فوجيموتو أدّت دور آبي فوجيموتو
- بي كي كانون أدّى دور جوري تويست
- بليد روجرز أدّى دور إيان ميلبوير
- جون كابلوس أدّى دور الكابتن بوب روسيل

## الموسيقى
سام وينانز ألف أغلب ألحان وموسيقى البرنامج.

## الحلقات
يوجد 30 حلقة في المسلسل، مقسمة على 3 مواسم:
- الموسم الأول - موسم ذو 13 حلقة، بدأ بثه في 1 أكتوبر 2005 وانتهى في 18 مارس 2006
- الموسم الثاني - موسم ذو 13 حلقة أيضًا، بدأ بثه في 9 سبتمبر 2006 وانتهى في 10 مارس 2007
- الموسم الثالث «الفيلم» - فيلم ذو أربعة أقسام، بُث في 25 أغسطس 2007[5]

## في اللغة العربية
لا يوجد نسخة من المسلسل مترجمة إلى العربية، لكن يوجد بعض القنوات التي تعرضه مع عناوين فرعية بالعربية، هذه قائمة لهذه القنوات:
- إم ‌بي ‌سي 4[6]

## وصلات خارجية
- فلايت توينتي ناين داون على موقع IMDb (الإنجليزية)
- فلايت توينتي ناين داون على موقع ميتاكريتيك (الإنجليزية)
- فلايت توينتي ناين داون على موقع روتن توميتوز (الإنجليزية)
- فلايت توينتي ناين داون على موقع فيلمافينيتي (الإسبانية)
- فلايت توينتي ناين داون على موقع كينوبويسك (الروسية)
- فلايت توينتي ناين داون على موقع ألو سيني (الفرنسية)
- فلايت توينتي ناين داون على موقع قاعدة بيانات الفيلم (الإنجليزية)
- فلايت توينتي ناين داون في قاعدة بيانات الأفلام العربية